# Aethecerus pacificator
Aethecerus pacificator är en stekelart som beskrevs av Aubert 1960. Aethecerus pacificator ingår i släktet Aethecerus och familjen brokparasitsteklar. Inga underarter finns listade i Catalogue of Life.